# 経営学
経営学（けいえいがく、英: business administration）とは、経営について研究する学問である。社会科学の一分野。

## 定義

### 効率的な組織運営を考える学問
経営学とは「常に変化する内外の環境において組織をいかに効率的に運営するか」を解明する学問である。その対象は今日では広く、企業だけでなく、官庁組織、学校その他一般に組織といわれるものすべてを含むと考えられる。行政学から影響を受ける。行政学が政府の仕組みや組織等を扱うのに対し、初期の経営学は主に営利企業の組織を取り扱った。行政学者のハーバート・サイモン等は行政学と経営学双方の学問分野に関連がある。

### 企業を対象とする領域学
経営学とは、「企業」という特定の領域を対象とする領域学のことである。「領域学」とは、経済学・社会学・心理学などのように、特定の限られた変数群と一定の理論的枠組みとを用いて、対象世界に接近する「ディシプリン」の学問ではなく、教育学や宗教学と同じように、変数群や理論的枠組みを特定化するのではなく、むしろ対象世界を特定化して、それに対して多面的に接近する学問であることをいう。その領域学としての経営学の対象は、企業である。企業は形式的には生産の担い手であるといわれるが、生産という言葉のなかには、財・サービスをつくるという意味はもとより、新しい知識を生み出す、イノベーション（経営革新）といった意味合いもまた含まれている。
|  |  |  |  |  |  |  |  |                                                         |                                                         |                                                         |                                                         |                                                                                  |                                                                                  |                                                                                  |                                                                                  |                                                                                  |                                                                                  |  |  | 商学                         |                              |                              |                              |                              |                              |  |  |                                   |                                   |                                   |                                   |                                                                               |                                                                               |                                                                               |                                                                               |                                                                               |                                                                               |  |  |  |  |  |  |  |  |  |  |  |  |  |  |  |  |  |  |  |  |  |  |  |  |  |  |  |  |
|  |  |  |  |  |  |  |  |                                                         |                                                         |                                                         |                                                         |                                                                                  |                                                                                  |                                                                                  |                                                                                  |                                                                                  |                                                                                  |  |  |                              |                              |                              |                              |                              |                              |  |  |                                   |                                   |                                   |                                   |                                                                               |                                                                               |                                                                               |                                                                               |                                                                               |                                                                               |  |  |  |  |  |  |  |  |  |  |  |  |  |  |  |  |  |  |  |  |  |  |  |  |  |  |  |  |
|  |  |  |  |  |  |  |  |                                                         |                                                         |                                                         |                                                         |                                                                                  |                                                                                  |                                                                                  |                                                                                  |                                                                                  |                                                                                  |  |  |                              |                              |                              |                              |                              |                              |  |  |                                   |                                   |                                   |                                   |                                                                               |                                                                               |                                                                               |                                                                               |                                                                               |                                                                               |  |  |  |  |  |  |  |  |  |  |  |  |  |  |  |  |  |  |  |  |  |  |  |  |  |  |  |  |
|  |  |  |  |  |  |  |  | 政治学 公共政策大学院 行政学 ・ 行政指導 ・ 政治哲学 他 | 政治学 公共政策大学院 行政学 ・ 行政指導 ・ 政治哲学 他 | 政治学 公共政策大学院 行政学 ・ 行政指導 ・ 政治哲学 他 | 政治学 公共政策大学院 行政学 ・ 行政指導 ・ 政治哲学 他 | 政治学 公共政策大学院 行政学 ・ 行政指導 ・ 政治哲学 他                          | 政治学 公共政策大学院 行政学 ・ 行政指導 ・ 政治哲学 他                          |                                                                                  |                                                                                  |                                                                                  |                                                                                  |  |  | 経営学 ビジネススクール(MBA) | 経営学 ビジネススクール(MBA) | 経営学 ビジネススクール(MBA) | 経営学 ビジネススクール(MBA) | 経営学 ビジネススクール(MBA) | 経営学 ビジネススクール(MBA) |  |  |                                   |                                   |                                   |                                   | 法学 法科大学院 行政法 ・ 会社法 ・ 知的財産法 ・ 労働法 ・ 経済法 ・ 税法 他 | 法学 法科大学院 行政法 ・ 会社法 ・ 知的財産法 ・ 労働法 ・ 経済法 ・ 税法 他 | 法学 法科大学院 行政法 ・ 会社法 ・ 知的財産法 ・ 労働法 ・ 経済法 ・ 税法 他 | 法学 法科大学院 行政法 ・ 会社法 ・ 知的財産法 ・ 労働法 ・ 経済法 ・ 税法 他 | 法学 法科大学院 行政法 ・ 会社法 ・ 知的財産法 ・ 労働法 ・ 経済法 ・ 税法 他 | 法学 法科大学院 行政法 ・ 会社法 ・ 知的財産法 ・ 労働法 ・ 経済法 ・ 税法 他 |  |  |  |  |  |  |  |  |  |  |  |  |  |  |  |  |  |  |  |  |  |  |  |  |  |  |  |  |
|  |  |  |  |  |  |  |  | 政治学 公共政策大学院 行政学 ・ 行政指導 ・ 政治哲学 他 | 政治学 公共政策大学院 行政学 ・ 行政指導 ・ 政治哲学 他 | 政治学 公共政策大学院 行政学 ・ 行政指導 ・ 政治哲学 他 | 政治学 公共政策大学院 行政学 ・ 行政指導 ・ 政治哲学 他 | 政治学 公共政策大学院 行政学 ・ 行政指導 ・ 政治哲学 他                          | 政治学 公共政策大学院 行政学 ・ 行政指導 ・ 政治哲学 他                          |                                                                                  |                                                                                  |                                                                                  |                                                                                  |  |  | 経営学 ビジネススクール(MBA) | 経営学 ビジネススクール(MBA) | 経営学 ビジネススクール(MBA) | 経営学 ビジネススクール(MBA) | 経営学 ビジネススクール(MBA) | 経営学 ビジネススクール(MBA) |  |  |                                   |                                   |                                   |                                   | 法学 法科大学院 行政法 ・ 会社法 ・ 知的財産法 ・ 労働法 ・ 経済法 ・ 税法 他 | 法学 法科大学院 行政法 ・ 会社法 ・ 知的財産法 ・ 労働法 ・ 経済法 ・ 税法 他 | 法学 法科大学院 行政法 ・ 会社法 ・ 知的財産法 ・ 労働法 ・ 経済法 ・ 税法 他 | 法学 法科大学院 行政法 ・ 会社法 ・ 知的財産法 ・ 労働法 ・ 経済法 ・ 税法 他 | 法学 法科大学院 行政法 ・ 会社法 ・ 知的財産法 ・ 労働法 ・ 経済法 ・ 税法 他 | 法学 法科大学院 行政法 ・ 会社法 ・ 知的財産法 ・ 労働法 ・ 経済法 ・ 税法 他 |  |  |  |  |  |  |  |  |  |  |  |  |  |  |  |  |  |  |  |  |  |  |  |  |  |  |  |  |
|  |  |  |  |  |  |  |  |                                                         |                                                         |                                                         |                                                         |                                                                                  |                                                                                  |                                                                                  |                                                                                  |                                                                                  |                                                                                  |  |  |                              |                              |                              |                              |                              |                              |  |  |                                   |                                   |                                   |                                   |                                                                               |                                                                               |                                                                               |                                                                               |                                                                               |                                                                               |  |  |  |  |  |  |  |  |  |  |  |  |  |  |  |  |  |  |  |  |  |  |  |  |  |  |  |  |
|  |  |  |  |  |  |  |  | 経営学説 行政学と重複                                   | 経営学説 行政学と重複                                   | 経営学説 行政学と重複                                   | 経営学説 行政学と重複                                   | 経営学説 行政学と重複                                                            | 経営学説 行政学と重複                                                            |                                                                                  |                                                                                  |                                                                                  |                                                                                  |  |  | 組織論                       | 組織論                       | 組織論                       | 組織論                       | 組織論                       | 組織論                       |  |  |                                   |                                   |                                   |                                   | 経営戦略論                                                                    | 経営戦略論                                                                    | 経営戦略論                                                                    | 経営戦略論                                                                    | 経営戦略論                                                                    | 経営戦略論                                                                    |  |  |  |  |  |  |  |  |  |  |  |  |  |  |  |  |  |  |  |  |  |  |  |  |  |  |  |  |
|  |  |  |  |  |  |  |  | 経営学説 行政学と重複                                   | 経営学説 行政学と重複                                   | 経営学説 行政学と重複                                   | 経営学説 行政学と重複                                   | 経営学説 行政学と重複                                                            | 経営学説 行政学と重複                                                            |                                                                                  |                                                                                  |                                                                                  |                                                                                  |  |  | 組織論                       | 組織論                       | 組織論                       | 組織論                       | 組織論                       | 組織論                       |  |  |                                   |                                   |                                   |                                   | 経営戦略論                                                                    | 経営戦略論                                                                    | 経営戦略論                                                                    | 経営戦略論                                                                    | 経営戦略論                                                                    | 経営戦略論                                                                    |  |  |  |  |  |  |  |  |  |  |  |  |  |  |  |  |  |  |  |  |  |  |  |  |  |  |  |  |
|  |  |  |  |  |  |  |  |                                                         |                                                         |                                                         |                                                         |                                                                                  |                                                                                  |                                                                                  |                                                                                  |                                                                                  |                                                                                  |  |  |                              |                              |                              |                              |                              |                              |  |  |                                   |                                   |                                   |                                   |                                                                               |                                                                               |                                                                               |                                                                               |                                                                               |                                                                               |  |  |  |  |  |  |  |  |  |  |  |  |  |  |  |  |  |  |  |  |  |  |  |  |  |  |  |  |
|  |  |  |  |  |  |  |  |                                                         |                                                         |                                                         |                                                         | 経営学各論 主に企業を対象とする 会計学・人事労務管理・マーケティング・生産技術他 | 経営学各論 主に企業を対象とする 会計学・人事労務管理・マーケティング・生産技術他 | 経営学各論 主に企業を対象とする 会計学・人事労務管理・マーケティング・生産技術他 | 経営学各論 主に企業を対象とする 会計学・人事労務管理・マーケティング・生産技術他 | 経営学各論 主に企業を対象とする 会計学・人事労務管理・マーケティング・生産技術他 | 経営学各論 主に企業を対象とする 会計学・人事労務管理・マーケティング・生産技術他 |  |  |                              |                              |                              |                              |                              |                              |  |  | 隣接学問 社会学・統計学・心理学他 | 隣接学問 社会学・統計学・心理学他 | 隣接学問 社会学・統計学・心理学他 | 隣接学問 社会学・統計学・心理学他 | 隣接学問 社会学・統計学・心理学他                                             | 隣接学問 社会学・統計学・心理学他                                             |                                                                               |                                                                               |                                                                               |                                                                               |  |  |  |  |  |  |  |  |  |  |  |  |  |  |  |  |  |  |  |  |  |  |  |  |  |  |  |  |

- 上位構造により下位構造は規律される。たとえば、労働法（強行法規）の下で人事労務管理は機能する。
- 2020年代のコロナ禍以降、上級幹部職業人のリカレント教育の一環として社会人大学院が重視されている。厚生労働省は教育訓練給付制度[1]において慶應義塾大学大学院経営管理研究科ＥＭＢＡプログラム[2]等を講座指定している。

## 狭義の経営学に内包される2領域
狭義の経営学としては組織体の効率効果的な運営のための長期的視野に立った理論の構築を目的とする学問と捉えられるため、その際は会計学やマーケティングなどの分野は除外される。
経営学の問題意識を明白にするためには、次の2つのことが必要となる。
- ビジョン達成に向けて、企業（およびそのほかの組織体）の組織構造とその機能をどのように設計すればよいか、その方法論や根拠などを明らかにすること。…マクロ組織論は、こういった目的意識を共有する経営理論の分野である。古くはエージェンシー理論、近年ではスチュワードシップ理論などがこの領域では有名。コーポレート・ガバナンスなどへの応用が進んでいる。
- ビジョン達成を目的とした、持続的な競争優位を確立するためのアクション・プラン設計方法やその根拠などを明らかにすること。…経営戦略論が、こういった目的意識を共通のメインテーマとしている。経営戦略論には、全社戦略論と競争戦略論の2つの領域がある。前者の全社戦略論では、オリバー・ウィリアムソンやロナルド・コースらが理論化に尽力した取引費用理論、金融工学のオプション価格理論にルーツを持つリアル・オプション理論といった理論などが有名。後者の競争戦略論ではマイケル・ポーターが理論化したポジショニング理論やジェイ・B・バーニーのリソース・ベースド・ビューなどが実務でしばしば用いられている。

日本では、マクロ組織論、経営戦略論の2つをまとめて経営学と呼ぶ学問体系が確立している。日本で初めて経営学の概念を提唱したのは、商工経営学と名付けた上田貞次郎東京高等商業学校（現・一橋大学）教授とされる。

## 学際的な学問としての経営学
経済学では、各主体（個人・企業、およびそのほかの組織体）の行動が市場原理にゆだねられた場合の帰結（均衡）と、そこでの資源配分の効率性や社会的総余剰の適切さについて分析したり、社会システムの構造を物象化の機序を明らかにしつつそこに生起する論理と動態を明らかにすることに重点が置かる。
それに対し、経営学は、いかにすれば企業（およびそのほかの組織体）がその業績や効率性を向上させることが出来るかを明らかにしようとする。つまり、社会全体を見るか・一組織を見るかの違いであり経済学的アプローチではミクロ経済学の範疇であると、かつては考えられていた。
また、同じ「企業」を観察する場合でも、経済学では各企業が合理的な行動をとった場合にどのような状態が現出するかを考察することが多く、経営学では企業がどのような行動をとることが合理的かを考察する、などの違いがある。
以上のような学問的出発点の違いから、経営学では個々の企業間の差異が注目されるのに対し、（特に新古典派の）経済学ではその差異にはあまり注意が払われない場合が多い。
ただし、1980年代以降、経営学分野で経済学理論を基礎とした領域が発達したり（マイケル・ポーター、伊丹敬之等）、経済学でも企業・組織のメカニズムや効率性を分析する領域（企業経済学・組織の経済学など）が発達していることから、両者の違いは以前ほど明確ではなくなってきている（事実、アメリカのビジネススクールには経営学者と経済学者が混在している）。
とは言え、経営学は「領域」の学問と言われるように、社会学的手法を用いた分野（マーケティングなど）や、社会心理学的手法を用いた分野（労務管理論など）など手法横断的・学際的な発展をしており、数学を用いた社会分析に特化し続けている（「ディシプリン」としての学問）経済学とは一線を画している。最近の経営学者・経済学者には、この点を両者の相違としている者も多い。

## 学術の動向
- 1926年、神戸高等商業学校(現在の神戸大学)で「經營学」という名称の授業科目が開講した。神戸大学六甲台キャンパスには「わが國の經營學ここに生まれる」と刻まれた碑がある。
- 1926年、日本経営学会が創設された。
- 1951年、日本で初めて経営学博士が授与されたのは平井泰太郎（授与機関は神戸大学）である。
- 1962年、我が国最古のビジネススクールである慶應義塾大学ビジネススクールが慶應義塾大学産業研究所 (KEO) より分離独立した。

## 日本学術会議
25期　経営学委員会 (3名)　令和2年10月現在
| 構成員            | 所属・職名                       | 備考       | 主な経歴等         |
| ----------------- | -------------------------------- | ---------- | ------------------ |
| 委員長 西尾チヅル | 筑波大学ビジネスサイエンス系教授 | 第一部会員 | 東海大学大学院修了 |
| 副委員長 野口晃弘 | 名古屋大学大学院経済学研究科教授 | 第一部会員 | 一橋大学大学院修了 |
| 幹事 原拓志       | 関西大学商学部教授               | 第一部会員 | 神戸大学大学院修了 |

24期　経営学委員会 (3名)　平成30年4月25日現在
| 構成員            | 所属・職名                                                                 | 備考       | 主な経歴等         |
| ----------------- | -------------------------------------------------------------------------- | ---------- | ------------------ |
| 委員長 徳賀芳弘   | 京都大学経営管理研究部教授・京都大学大学院経済学研究科教授、京都大学副学長 | 第一部会員 | 九州大学大学院修了 |
| 副委員長 上林憲雄 | 神戸大学大学院経営学研究科長・経営学部長・教授                             | 第一部会員 | 神戸大学大学院修了 |
| 幹事 西尾チヅル   | 筑波大学ビジネスサイエンス系教授                                           | 第一部会員 | 東海大学大学院修了 |

## 日本学術振興会産学協力研究委員会

### 経営問題108委員会
1947年、日本学術振興会が経営問題108委員会を設立した。学界委員と産業界委員が連携して活動している。
下記に事例として、2012年における日本学術振興会産学協力研究員会　経営問題108委員会委員構成を取り上げる。
| 委員長 | 所属機関                   | 備考(主な経歴等)                 |
| ------ | -------------------------- | -------------------------------- |
| 小松章 | 武蔵野大学政治経済学部教授 | 一橋大学教授、一橋大学大学院修了 |

| 運営幹事 | 所属機関                       | 備考(主な経歴等)                       |
| -------- | ------------------------------ | -------------------------------------- |
| 上林憲雄 | 神戸大学大学院経営学研究科教授 | 日本経営学会理事長、神戸大学大学院修了 |

| 顧問     | 所属機関         | 備考(主な経歴等)                                           |
| -------- | ---------------- | ---------------------------------------------------------- |
| 柴川林也 | 一橋大学名誉教授 | 一橋大学教授、日本経営財務研究学会会長、一橋大学大学院修了 |
| 増地昭男 | 成蹊大学名誉教授 | 一橋大学大学院修了                                         |
| 村松司淑 | 成蹊大学名誉教授 | 一橋大学大学院修了                                         |

| 産業界委員 | 所属機関                                     |
| ---------- | -------------------------------------------- |
| 大原謙一郎 | 公益財団法人大原美術館理事長                 |
| 岡本隆明   | 株式会社山方永寿堂代表取締役社長             |
| 正田繁     | ファイナンシャルブリッジ株式会社取締役       |
| 杉本守孝   | 一般社団法人日本能率協会経営研究主幹         |
| 高橋弘行   | 一般社団法人日本経済団体連合会労働政策本部長 |
| 楢原誠慈   | 東洋紡株式会社取締役・執行役員               |
| 成瀬健生   | 東京経営者協会理事                           |
| 古山徹     | 日経メディアマーケティング株式会社           |
| 牧貞夫     | NTT都市開発株式会社代表取締役副社長          |
| 村上賢治   | 株式会社日本経済新聞デジタルメディア         |

| 学界委員 | 所属機関                                   | 備考(主な経歴等)                                     |
| -------- | ------------------------------------------ | ---------------------------------------------------- |
| 赤岡功   | 県立広島大学理事長・学長                   | 京都大学副学長、京都大学大学院修了                   |
| 浅井澄子 | 大妻女子大学社会情報学部教授               |                                                      |
| 市村誠   | 中央大学商学部准教授                       |                                                      |
| 岩城秀樹 | 京都産業大学経営学部教授                   | 京都大学教授、一橋大学大学院商学研究科博士課程       |
| 岡崎利美 | 追手門学院大学経営学部准教授               | 神戸大学大学院修了                                   |
| 柿崎洋一 | 東洋大学常務理事・経営学部教授             |                                                      |
| 上林憲雄 | 神戸大学大学院経営学研究科教授             | 日本経営学会理事長、神戸大学大学院修了               |
| 岸田民樹 | 名古屋大学大学院経済学研究科教授           | 一橋大学大学院修了                                   |
| 河野大機 | 東洋大学経営学部教授                       | 一橋大学大学院修了                                   |
| 小松章   | 武蔵野大学政治経済学部教授                 | 一橋大学教授、一橋大学大学院修了                     |
| 佐藤善信 | 関西学院大学専門職大学院経営戦略研究科教授 |                                                      |
| 高浦康有 | 東北大学大学院経済学研究科准教授           | 一橋大学大学院修了                                   |
| 田中一弘 | 一橋大学大学院商学研究科教授               | 神戸大学大学院経営学研究科助教授、一橋大学大学院修了 |
| 中井透   | 京都産業大学経営学部教授                   | 京都産業大学副学長、慶應義塾大学大学院修了           |
| 平野光俊 | 神戸大学大学院経営学研究科教授             | 神戸大学大学院修了                                   |
| 福井直人 | 北九州市立大学経済学部准教授               | 神戸大学大学院修了                                   |
| 松尾睦   | 神戸大学大学院経営学研究科教授             |                                                      |
| 三輪晋也 | 国士舘大学政経学部教授                     | 一橋大学大学院修了                                   |
| 吉原英樹 | 神戸大学名誉教授                           | 神戸大学大学院修了                                   |

### 産業構造・中小企業第118委員会
日本学術振興会は産学協力研究委員会として産業構造・中小企業第118委員会を擁している。日本学術振興会産業構造・中小企業第118委員会は日本における中小企業研究の中核的な組織である。戦前から活動してきた日本学術振興会第23（中小工業）小委員会に端を発している。日本学術振興会第三常置委員会に中小工業に関する研究を行う第二三小委員会を設置することとなる。昭和13年11月4日、第一回会議（如水会）で招集され、上田貞次郎委員長、 山中篤太郎幹事体制となる。
第23小委員会
| 期間           | 委員長     | 備考（主な経歴等）                                     |
| -------------- | ---------- | ------------------------------------------------------ |
| 昭和13年～15年 | 上田貞次郎 | 東京商科大学（現一橋大学）学長                         |
| 昭和15年～18年 | 滝谷善一   | 神戸商業大学（現神戸大学）教授、日本経営学会初代理事長 |

第二三委員会は、国民経済構造第七七小委員会（昭和20年～22年）、中小産業復興第九〇小委員会（昭和21年～23年）を経て、昭和23年4月に現在の第118委員会として発足した。委員16名構成とした。
| 氏名                  | 備考（主な経歴等）                                                          |
| --------------------- | --------------------------------------------------------------------------- |
| 初代委員長 山中篤太郎 | 東京商科大学（現一橋大学）卒業、第3代一橋大学学長、日本中小企業学会初代会長 |
| 副委員長 藤田敬三     | 京都帝国大学経済学部卒業、大阪経済大学第3代学長                             |

その他委員 磯部喜一、大塚一朗、小田橋貞寿、末松玄六、高宮晋、田杉競、豊崎稔、中西寅雄、中山素平、藤井茂、細野孝一、松井辰之助、美濃口時次郎、村本福松。
| 期間                                    | 委員長 | 備考（主な経歴等）                                             |
| --------------------------------------- | ------ | -------------------------------------------------------------- |
| 平成29年4月1日～令和4年3月31日（5年間） | 堀潔   | 日本中小企業学会副会長、桜美林大学教授、慶應義塾大学大学院修了 |

委員の構成（平成31年4月現在）
| 出身母体 | 人数 |
| -------- | ---- |
| 学界     | 32名 |
| 産業界   | 4名  |
| 委員総数 | 36名 |

委員構成については、時代によって社会経済環境の変化に応じて編成が異なる。下記に事例として、平成10年代、平成20年代と10年単位で遡り記載する。
委員の構成（平成18年）
| 委員長   | 備考（主な経歴等）                                                 |
| -------- | ------------------------------------------------------------------ |
| 古川浩一 | 岩手県立大学総合政策部教授、一橋大学大学院修了、元東京工業大学教授 |

| 出身母体 | 人数 |
| -------- | ---- |
| 学界     | 23名 |
| 産業界   | 6名  |
| 委員総数 | 29名 |

委員の構成（平成24年）
| 委員長 | 備考（主な経歴等）                                                               |
| ------ | -------------------------------------------------------------------------------- |
| 港徹雄 | 青山学院大学国際政治経済学部教授、大阪府立大学大学院修了、元日本中小企業学会会長 |

| 出身母体 | 人数 |
| -------- | ---- |
| 学界     | 23名 |
| 産業界   | 7名  |
| 委員総数 | 30名 |

## 日本経営学会
|  |  |  |  |  |  |  |  |  |  |  |  |                                           |                                           |                                           |                                           |                                           |                                           |  |  | 理事長 |  |  |  |  |  |  |  |                                           |                                           |                                           |                                           |                                           |                                           |  |  |  |  |  |  |  |  |  |  |  |  |  |  |
|  |  |  |  |  |  |  |  |  |  |  |  |                                           |                                           |                                           |                                           |                                           |                                           |  |  |        |  |  |  |  |  |  |  |                                           |                                           |                                           |                                           |                                           |                                           |  |  |  |  |  |  |  |  |  |  |  |  |  |  |
|  |  |  |  |  |  |  |  |  |  |  |  |                                           |                                           |                                           |                                           |                                           |                                           |  |  |        |  |  |  |  |  |  |  |                                           |                                           |                                           |                                           |                                           |                                           |  |  |  |  |  |  |  |  |  |  |  |  |  |  |
|  |  |  |  |  |  |  |  |  |  |  |  | 西日本 主な大学：神戸大学、慶應義塾大学等 | 西日本 主な大学：神戸大学、慶應義塾大学等 | 西日本 主な大学：神戸大学、慶應義塾大学等 | 西日本 主な大学：神戸大学、慶應義塾大学等 | 西日本 主な大学：神戸大学、慶應義塾大学等 | 西日本 主な大学：神戸大学、慶應義塾大学等 |  |  |        |  |  |  |  |  |  |  | 東日本 主な大学：一橋大学、慶應義塾大学等 | 東日本 主な大学：一橋大学、慶應義塾大学等 | 東日本 主な大学：一橋大学、慶應義塾大学等 | 東日本 主な大学：一橋大学、慶應義塾大学等 | 東日本 主な大学：一橋大学、慶應義塾大学等 | 東日本 主な大学：一橋大学、慶應義塾大学等 |  |  |  |  |  |  |  |  |  |  |  |  |  |  |

- 日本経営学会理事長は平成初期まで一橋大学出身者と神戸大学出身者であった。
- 21世紀を迎える頃、慶應義塾大学出身者が一橋大学と神戸大学以外で初の理事長となる。
- 神戸大学経営学研究科・経営学部は公式サイトにて“地域別比較（神戸大学経営学研究科と一橋商学研究科の比較）[8]”を掲示している。

学術団体の人事組織論の観点から、事例として、令和5年の日本経営学会役員を記載する。
| 担当             | 氏名       | 出身校   |
| ---------------- | ---------- | -------- |
| 総務担当         | 田淵泰男   | 慶應大院 |
| 総務担当         | 上林憲雄   | 神戸大院 |
| 大会担当         | 井上善海   | 福岡大院 |
| 大会担当         | 古川靖洋   | 慶應大院 |
| 会計・事務所担当 | 木村有里   |          |
| 国際担当         | 原拓志     | 神戸大院 |
| 学会誌担当       | 馬塲杉夫   | 慶應大院 |
| 学会誌担当       | 小沢貴史   | 神戸大院 |
| 学会賞担当       | 鈴木由紀子 | 慶應大院 |
| 広報担当         | 松田健     |          |

## 進学
- 通学制の私立大学文系学費の高騰に伴い、通信制大学（東京通信大学、産業能率大学、慶應義塾大学通信教育課程、放送大学等）への進学が当然増えている。
- 経営学などの文系科目は、理系と異なり実験施設なども不要なことから、通信制大学は格安な学費で高い水準の経営学の教育を受けることが出来る。
- 放送大学は15歳以上であれば、誰でも無試験で選科履修生・科目履修生になれることから、商業高校や通信制高校進学と同時に放送大学生となり、経営学、日本国憲法、簿記、会計学等を単位習得される。放送大学は無試験入学制度である。高校の単位認定に用いられるほか、放送大学正式進学後、単位認定手続きをすることもできる。

## 進路
経営学は多くの資格試験や公務員採用試験の受験科目となっている。下記に代表的な事例を記載する。

### 資格試験
- 公認会計士・監査審査会が行う国家試験である公認会計士試験の受験科目である。

### 公務員採用試験
- 準キャリアと位置付けられている財務専門官採用試験の受験科目である。
- 国税専門官採用試験の受験科目である。税務大学校での研修を経て国税専門官となる。国税専門官は勤務年数等の条件を充足すると税理士資格が付与される。
- 国家公務員採用試験などでは組織論分野について行政学と出題内容が重複する。

## 下位分野
- 経営戦略論
- 経営管理
- M&A
- 資金調達
- プライベート・エクイティ・ファンド
- ベンチャーキャピタル
- コーポレート・ガバナンス
- キャッシュ・フロー経営
- 倫理学
- ミクロ経済学
- マクロ経済学
- 産業組織論
- 交渉術
- マーケティング
- 組織論
- 人的資源論
- 財務会計論
- 管理会計論
- 原価計算
- 監査論
- 会社法
- 租税法
- 民法
- 経営史
- 技術経営論
- プロジェクトマネジメント
- 生産技術
- 品質工学
- 人間工学
- ロジスティクス
- 金融工学
- 金融商品取引法
- 保険数理
- 計量経済学

### 公共経営学
公共経営学は公共経営（英: public management）を研究する学問である。すなわち、行政組織や非営利組織の効率的運営を研究する学問である。経営学の一種であり、同時に行政学の一種でもある。